# Stadio Teofilo Patini
Stadio Teofilo Patini – stadion piłkarski w Castel di Sangro we Włoszech. Na tym stadionie gra swoje mecze drużyna ASD Castel di Sangro. Arena została wybudowana w 1996 roku, a jej pojemność wynosi 7 220 siedzeń.

## Architektura
Stadion jest otoczony ze czterech stron trybunami, jednak nie ma zwartej zabudowy. Tylko północno-zachodnia trybuna jest zadaszona. Ze stadionu roztacza się widok na góry.

## Położenie
Stadion znajduje się w południowo-zachodniej części miasta. W pobliżu znajdują się dwa boiska treningowe, hala sportowa i korty tenisowe.